# Пирасикаба (микрорегион)

Пирасикаба на карте.

Пирасикаба (порт. Microrregião de Piracicaba) — микрорегион в Бразилии, входит в штат Сан-Паулу. Составная часть мезорегиона Пирасикаба. 
Население составляет 	556 085	 человек (на 2010 год). Площадь — 	3 787,123	 км². Плотность населения — 	146,84	 чел./км².

## Демография
Согласно сведениям, собранным в ходе переписи 2010 г. Национальным институтом географии и статистики (IBGE), население микрорегиона составляет:						
| Полное население                             | Полное население                             | Полное население                             | Полное население                             | 556 085 |
| -------------------------------------------- | -------------------------------------------- | -------------------------------------------- | -------------------------------------------- | ------- |
| в том числе:                                 | Городское население                          | 530 260                                      | Процент городского населения, %              | 95,36   |
|                                              | Сельское население                           | 25 825                                       | Процент сельского населения, %               | 4,64    |
|                                              | Мужское население                            | 273 861                                      | Процент мужского населения, %                | 49,25   |
|                                              | Женское население                            | 282 224                                      | Процент женского населения, %                | 50,75   |
| Плотность населения, чел/км²                 | Плотность населения, чел/км²                 | Плотность населения, чел/км²                 | Плотность населения, чел/км²                 | 146,84  |
| Население микрорегиона в % к населению штата | Население микрорегиона в % к населению штата | Население микрорегиона в % к населению штата | Население микрорегиона в % к населению штата | 1,35    |

## Статистика
- Валовой внутренний продукт на 2003 составляет 6 257 334 770,00 реалов (данные: Бразильский институт географии и статистики).
- Валовой внутренний продукт на душу населения на 2003 составляет 11 903,58 реалов (данные: Бразильский институт географии и статистики).
- Индекс развития человеческого потенциала на 2000 составляет 0,823 (данные: Программа развития ООН).

## Состав микрорегиона
В составе микрорегиона включены следующие муниципалитеты:
1. Капивари
2. Шаркеада
3. Жумирин
4. Момбука
5. Пирасикаба
6. Рафард
7. Риу-дас-Педрас
8. Салтинью
9. Санта-Мария-да-Серра
10. Сан-Педру
11. Тиете
12. Агуас-ди-Сан-Педру